# エズラ・タフト・ベンソン
エズラ・タフト・ベンソン（Ezra Taft Benson, 1899年8月4日 - 1994年5月30日）は、アメリカ合衆国の政治家、宗教的指導者。末日聖徒イエス・キリスト教会の第13代大管長（任期: 1985年11月10日 - 1994年5月30日）。ドワイト・D・アイゼンハワー政権で第15代アメリカ合衆国農務長官を務めた。

## 政治経歴
1899年8月4日にアイダホ州ホイットニーの農家にて、11人兄弟の長男として誕生した。1953年にベンソンはドワイト・D・アイゼンハワー大統領から農務長官に指名された。ベンソンは末日聖徒イエス・キリスト教会大管長デイヴィッド・マッケイの許可を受けて農務長官指名を受諾し、十二使徒定員会会員と兼任して農務長官に着任した。ベンソンはアイゼンハワー大統領の任期満了となる1961年1月20日まで農務長官を務めた。
ベンソンはアイゼンハワー大統領が打ち出した物価安定政策について反対した。この政策は農産物価格を下支えすることにより農家を支援するものであったが、ベンソンは承服しがたい社会主義政策であるとして異論を唱えた。
1994年5月30日にユタ州ソルトレイクシティのアパートにてうっ血性心不全のため死去した。94歳であった。葬儀は1994年6月4日にソルトレーク・タバナクルでゴードン・B・ヒンクレーによって執り行われ、アイダホ州ホイットニーの生誕地近くのホイットニー市墓地に埋葬された。ベンソンの葬儀の後、ハワード・W・ハンターが彼の後を継いで教会大管長に就任した。

## 出版作品
- The Red Carpet.(赤じゅうたん)
- The Title of Liberty. (自由の旗印)
- God, Family, Country: Our Three Great Loyalties. (神、家族、国：我々の3つの偉大な忠誠の対象)
- Cross Fire: The Eight Years With Eisenhower. (クロスファイアー：アイゼンハワーとの8年間)
- This Nation Shall Endure. (この国は存続しなければならない)
- Come Unto Christ. (キリストのもとに来る)
- The Constitution: A Heavenly Banner. (合衆国憲法：天の旗印)
- The Teachings of Ezra Taft Benson. (エズラ・タフト・ベンソンの教え)
- A Witness and a Warning: A Modern-Day Prophet Testifies of the Book of Mormon. (証言と警告-現代の預言者が証するモルモン書)
- A Labor of Love: The Nineteen Forty-Six European Mission of Ezra Taft Benson. (奉仕の業：ヨーロッパでの召し)
- Missionaries to Match Our Message. (私たちのメッセージにふさわしい宣教師)
- Come, Listen to a Prophet's Voice. (来たれ、預言者の声を聞け)
- Elect Women of God. (選ばれた神の女性)
- An Enemy Hath Done This. (「それは敵のしわざだ」)
- Sermons and Writings of President Ezra Taft Benson. (エズラ・タフト・ベンソンの説教)